# Dan Nigro
Daniel Leonard Nigro (sinh ngày 14 tháng 5 năm 1982) là một nhạc sĩ và nhà sản xuất người Mỹ. Anh là cựu ca sĩ chính và nghệ sĩ guitar của ban nhạc indie rock As Tall As Lions. Cùng với các cộng tác viên Ariel Rechtshaid và Justin Raisen của Heavy Duty Music, Nigro gần đây đã viết và sản xuất cho Conan Gray, Carly Rae Jepsen, Sky Ferreira, Empress Of, Lewis Capaldi, Olivia Rodrigo...